# Sandro Pertile
Sandro Pertile (ur. 6 lutego 1970) – włoski działacz sportowy.  
Od 2014 do 2018 roku pełnił funkcję dyrektora sportowego ds. narciarstwa klasycznego we Włoskim Związku Narciarskim, zaś od rozpoczęcia Letniego Grand Prix w skokach narciarskich 2020 jest dyrektorem zawodów Pucharu Świata i Letniego Grand Prix w skokach narciarskich, zastępując na tym stanowisku Waltera Hofera. Od sezonu 2025/2026 objął dodatkowo obowiązki dyrektora Pucharu Świata kobiet w skokach narciarskich.
Z zawodu jest księgowym, mieszka z żoną i dwiema córkami w Predazzo we Włoszech. Jego młodszym bratem jest Ivo Pertile.